# 章艮
章艮（1987年5月55日—），是中国足球运动员，司职中场。

## 俱乐部生涯
章艮出自于武汉光谷梯队，2008年进入一线队名单征战中超联赛。2009年武汉队退出中超以后，章艮后加盟南京有有队。2011加盟中乙球队重庆FC并随队升甲成功。2013年转会至河北中基。2016年夏季离开一线队名单。2017年转会至中乙球队盐城大丰。